# Compagnie des Bronzes

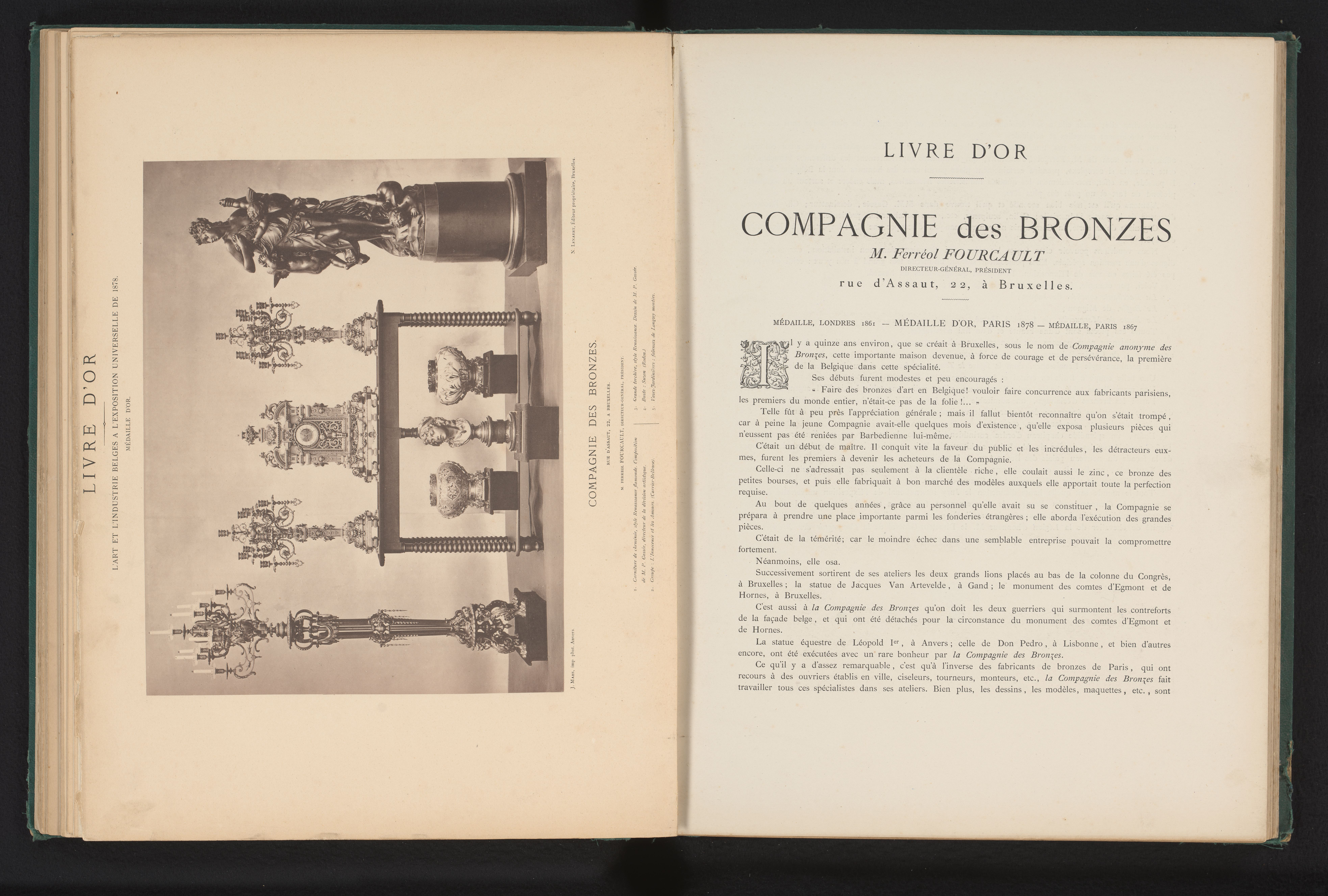
Artikel over de deelname van de Compagnie des Bronzes aan de Exposition Universelle (1878) in Parijs. Het bedrijf toonde er onder meer L'Innocence et les Amours van Carrier-Belleuse en de buste Suzon van Rodin.

De Compagnie des Bronzes (1854-1979) was een Belgische onderneming, gespecialiseerd in bronsgieten en gevestigd in Brussel.

## Geschiedenis
Het bedrijf werd in juli 1854 opgericht onder de naam Corman et Cie, een commanditaire vennootschap, voor de fabricage en verkoop van alle artikelen van zink, koper, ijzer en andere metalen. In 1859 werd omgezet in een naamloze vennootschap onder de naam Compagnie pour la fabrication du Zinc et du Bronze et des appareils d'éclairage. Vanaf 1866 werd de naam Cie des Bronzes de Bruxelles gebruikt, in 1878 werd dat geformaliseerd.
Het bedrijf was gevestigd aan de Rue d Assaut 22 in Brussel, vanaf 1860 werd een terrein aan de rue (de) Ransfort in Molenbeek aangekocht. Tot de bestuurders van de compagnie behoorden Benjamin Corman, Alphonse Verhaeren, Ferréol Fourcault en architect Félix Pauwels. Aanvankelijk werden er vooral armaturen en kranen gemaakt, later werd de productie uitgebreid met decoratieve objecten, reproducties en de productie van bronzen beelden. Dat laatste gebeurde vooral in Molenbeek, de fabricage van verlichtingsproducten bleef aan de rue d'Assaut gevestigd tot het gebouw in 1971 werd gesloopt. Tot de vroegere werken van de Compagnie behoren de beelden op de door Félix Pauwels ontworpen Mechelsepoort (1863-1864) en Spoorbaanpoort (1866) in Antwerpen. De beelden voor beide poorten werden gemodelleerd door de beeldhouwers Armand Cattier en Félix Bouré en door de Compagnie uitgevoerd in verbronsd zink. In 1880 waren er ongeveer 300 werknemers in dienst, in die periode herintroduceerde het bedrijf de verlorenwasmethode in België. 
Na de beide Wereldoorlogen was er voldoende vraag naar brons voor herdenkingsplaquettes en oorlogsmonumenten, maar de vraag naar monumentale beelden werd zeldzamer. In 1977 werden de activiteiten van de Compagnie des Bronzes in Molenbeek gestaakt. Er werd nog een poging ondernomen het bedrijf voort te zetten in Anderlecht, maar twee jaar later werd het faillissement uitgesproken. In 1981 werd het terrein in Molenbeek gekocht door de Franse Gemeenschap en in beheer gegeven bij een bewonersvereniging. De vereniging richtte op het voormalig fabrieksterrein La Fonderie, het Brussels Museum voor Arbeid en Industrie, op.

## Medewerkers
- Pierre de Soete
- Jacques Petermann, hij begon in 1870 de Fonderie Nationale des Bronzes

## Werken (selectie)
- 1866: beelden van Boduognatos door Armand Cattier en Ambiorix door Félix Bouré voor de Spoorbaanpoort in Antwerpen.
- 1867: Discuswerper in het Rijksmuseum Amsterdam (naakt) en bij het Academiënpaleis (met vijgenblad). Beeldhouwer: Mathieu Kessels.
- 1871: Monument voor John Cockerill in Seraing.
- 1881: Monument voor Antoine Wiertz in Elsene. Beeldhouwers: Joseph Jaquet en Jacques Jaquet.
- 1887: Brabofontein in Antwerpen. Beeldhouwer: Jef Lambeaux.[6]
- 1882: beelden van de Brusselse ambachten op de Kleine Zavel.
- 1883/1898: Nederlandse Maagd voor het Atjehmonument, in Weltevreden (in 1961 verwijderd). Beeldhouwer: Bart van Hove.
- 1885: Buste van prins Hendrik (1885), Amsterdam. Beeldhouwer: Frans Stracké.
- 1885: Victoria op de topgevel van het Rijksmuseumgebouw in Amsterdam. Beeldhouwer: François Vermeylen.
- 1892: La Mort d'Ompdrailles of Dood van Ompdrailles, ter ere van Léon Cladel, in de Koningstuin in Brussel. Beeldhouwer: Charles Van der Stappen.
- 1892: Job op de mesthoop voor het Onze-Lieve-Vrouweziekenhuis in Mechelen. Beeldhouwer: Joseph Willems.
- Pleurant voor het praalgraf van Jules Fourneaux-Lienart op de begraafplaats van Sint-Gillis. Beeldhouwer: Paul Du Bois. Het beeld werd in het najaar van 2024 met veel andere gestolen.[7]
- 1924: Newfoundland Memorial in Kortrijk. Beeldhouwer: Basil Gotto.
- 1934: Rainey Memorial Gate (4372257682).jpg bij de Bronx Zoo. Beeldhouwer: Paul Manship.[8]
- 1968: Standbeeld van Lamoraal van Egmont op de Markt in Zottegem, naar een ontwerp uit 1818 van Jan-Robert Calloigne.

### Fotogalerij

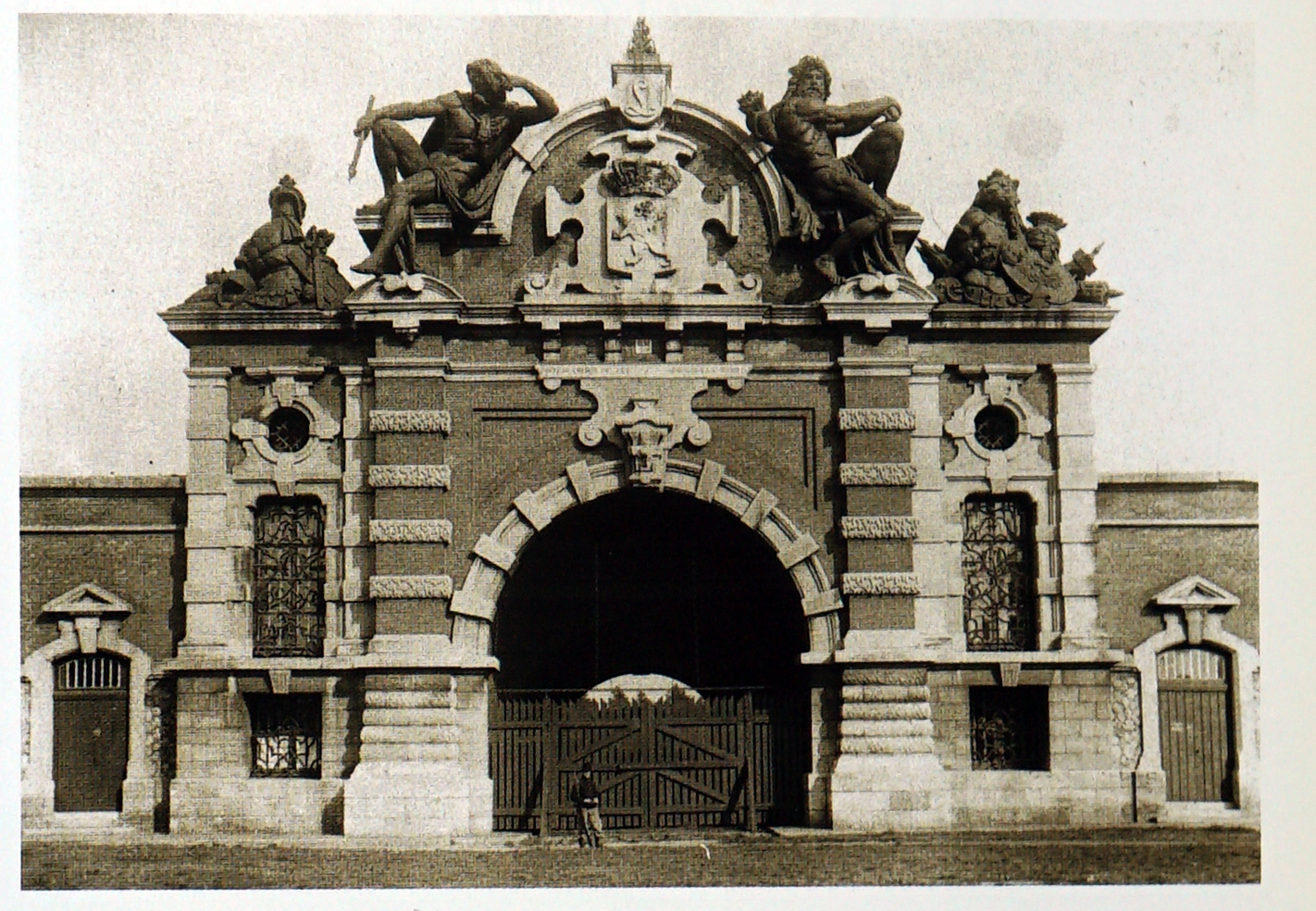
Spoorbaanpoort (1866)
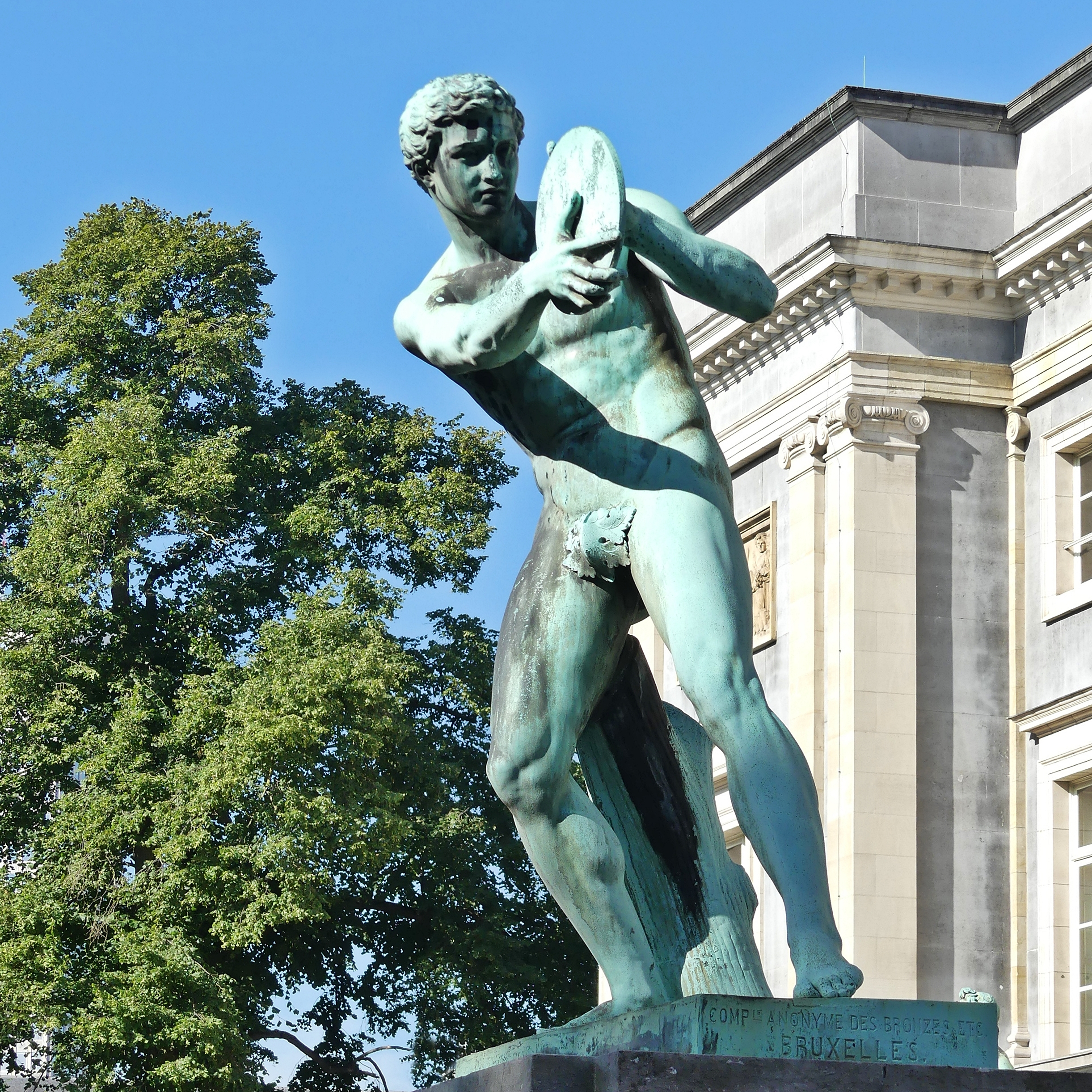
Discuswerper (1867)
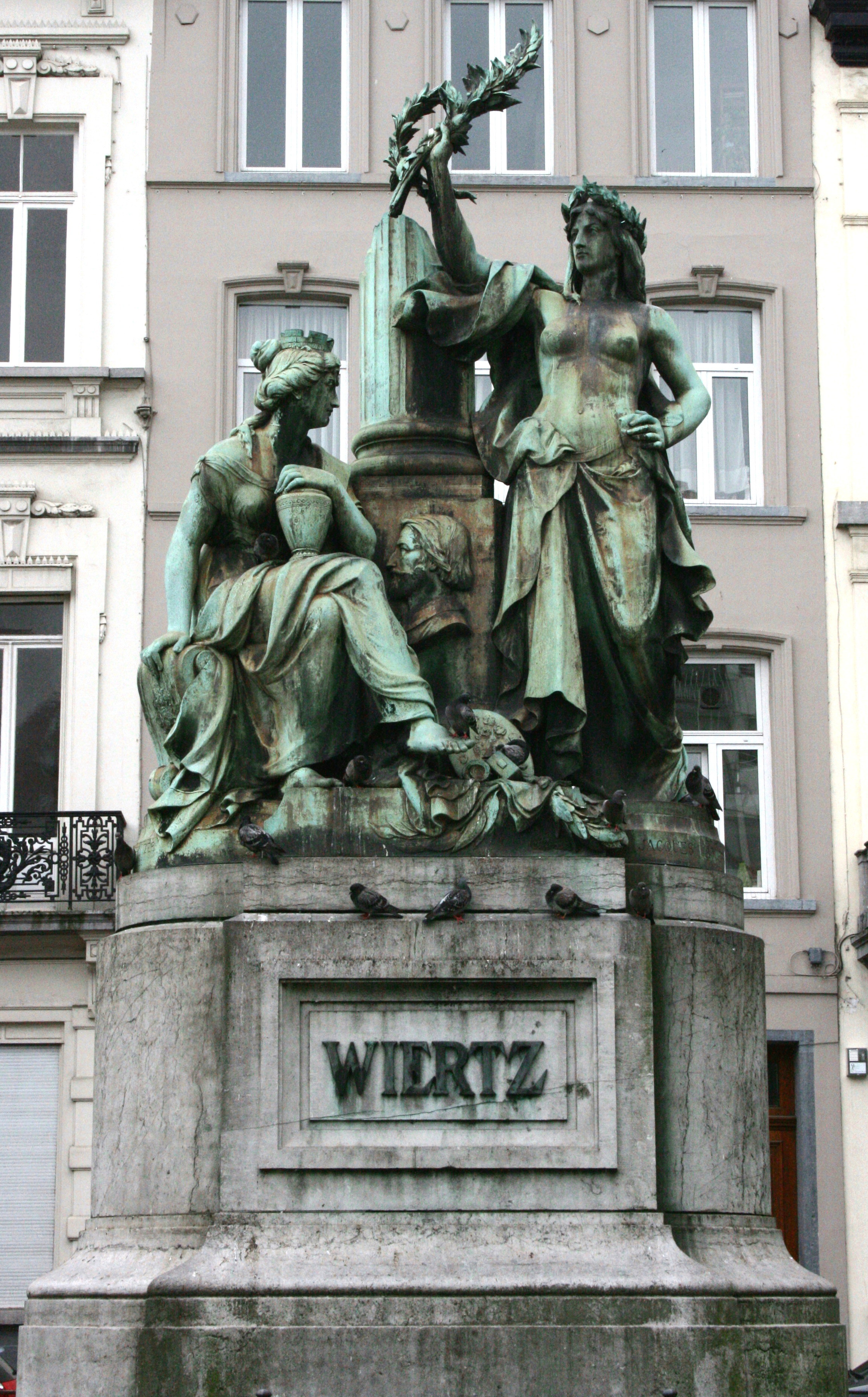
Monument Wiertz (1881)
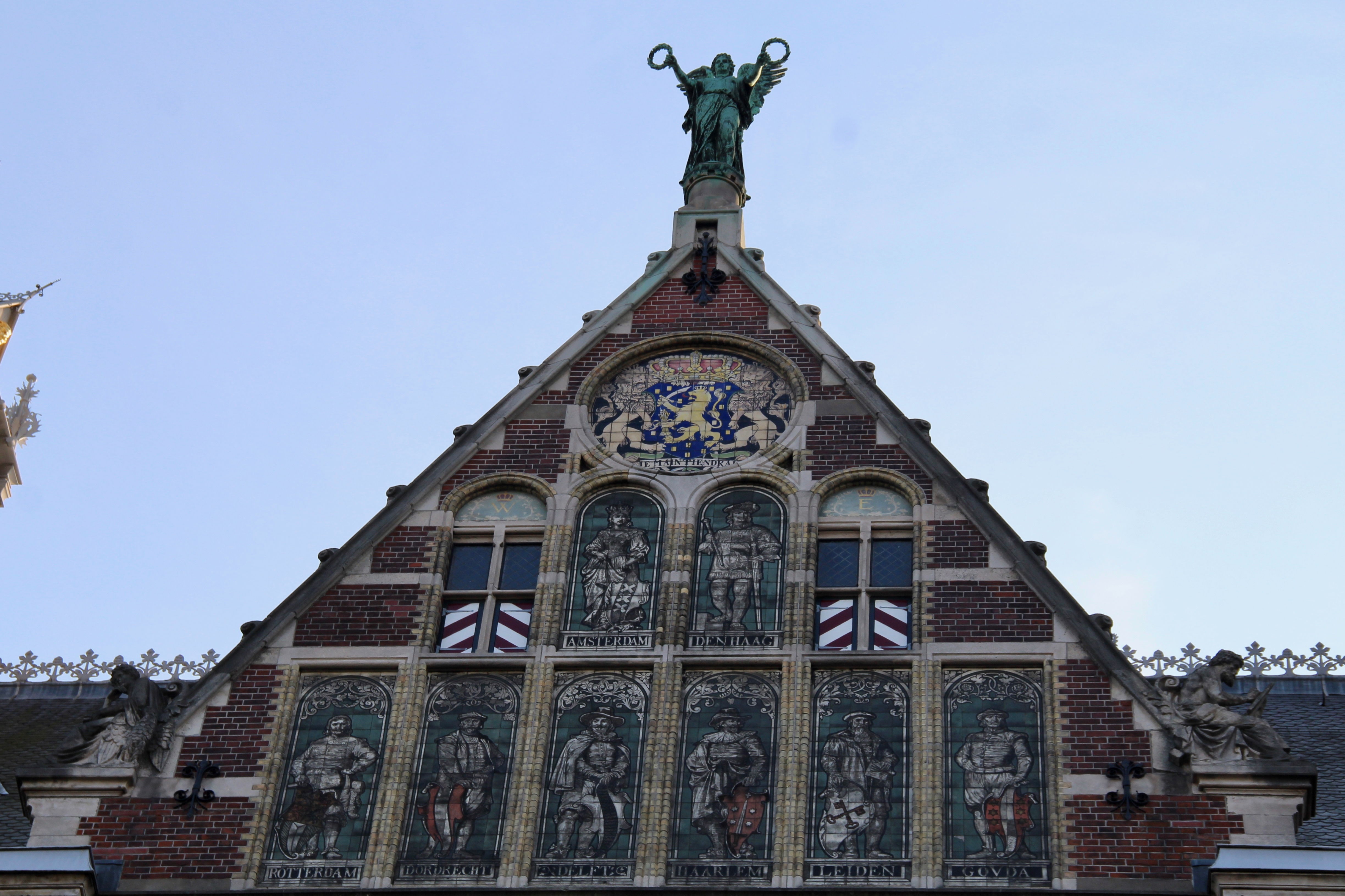
Victoria (1885)
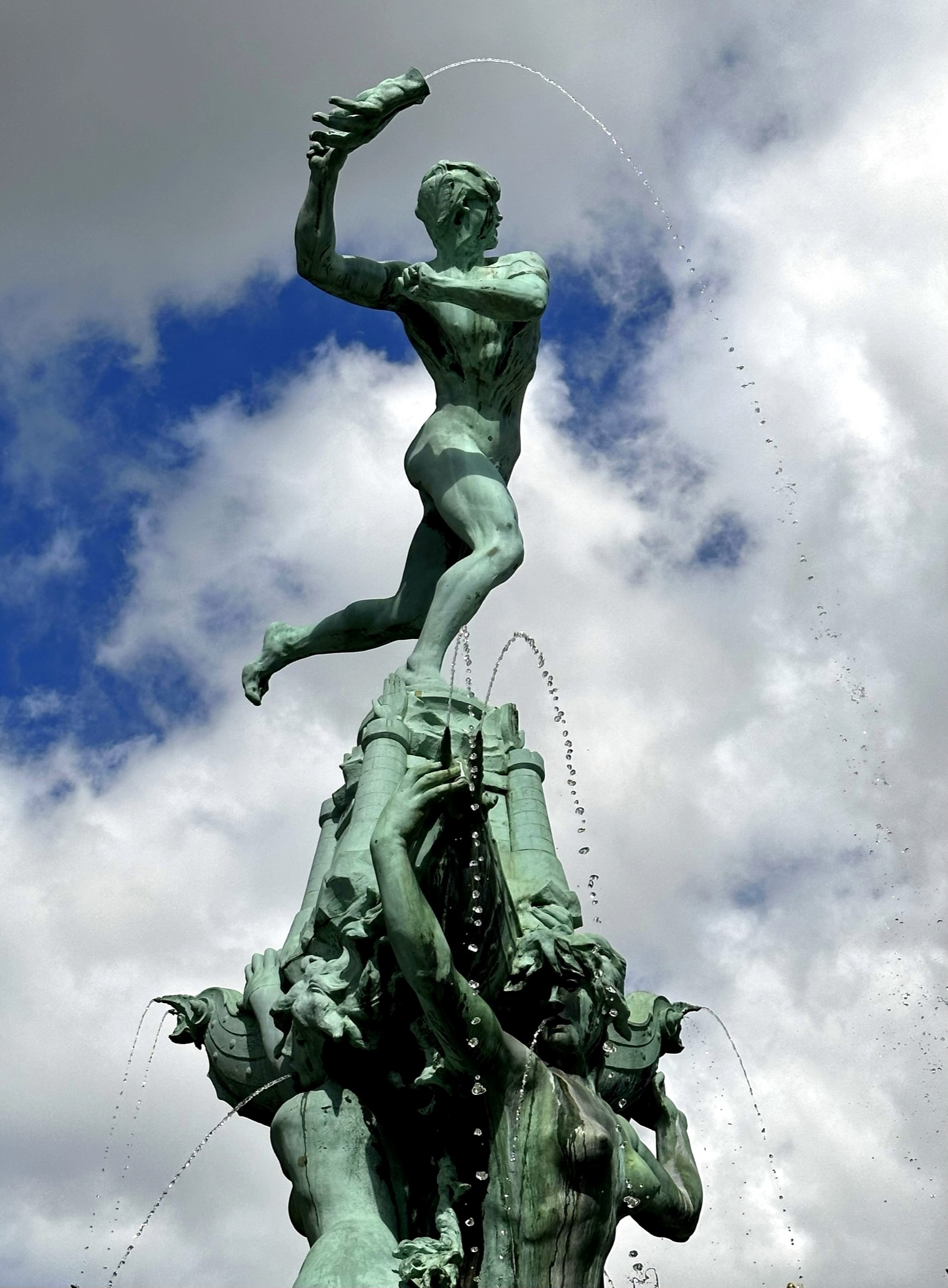
Brabofontein (1887)
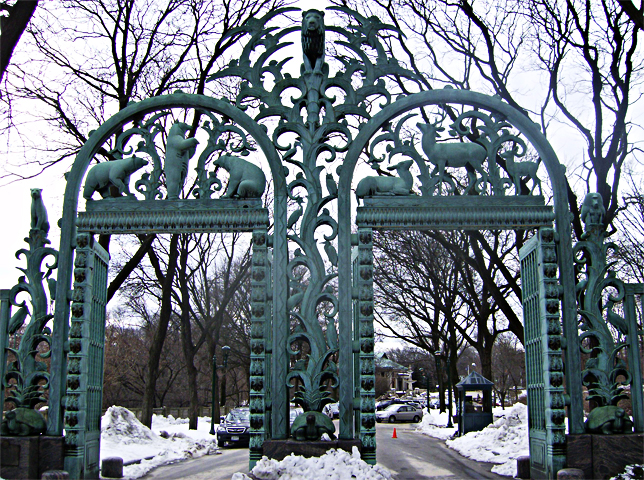
Rainey Memorial Gate (1934)
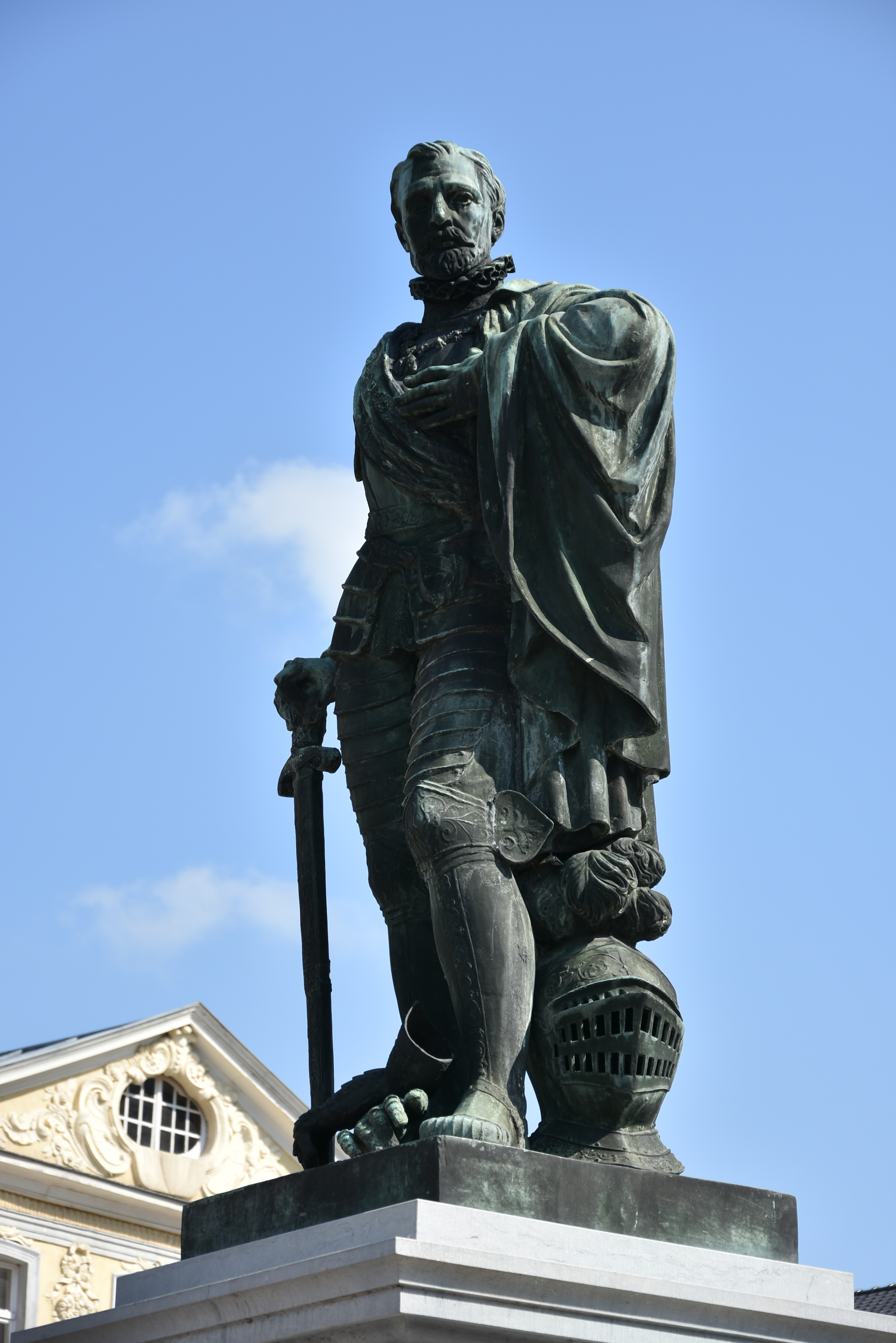
Lamoraal van Egmond (1968)
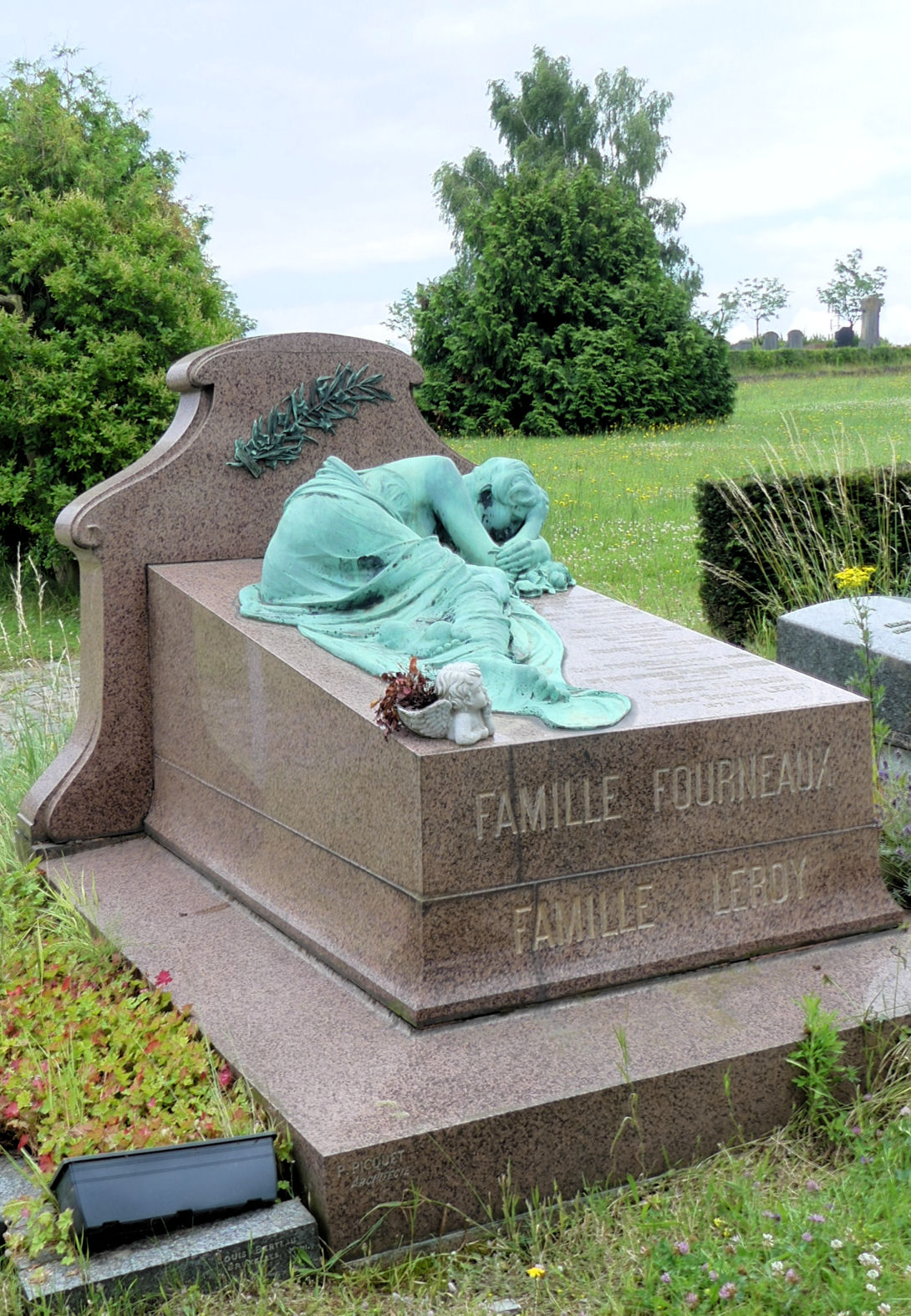
Pleurant op het graf Fourneaux-Lienart